# François Desrochers
François Desrochers est un enseignant et un homme politique québécois, né en 1970. Il a enseigné la géographie en secondaire 3 à l'École secondaire Jean-Jacques-Rousseau à Boisbriand, dans les Laurentides.

## Biographie

### Jeunesse et formation
François Desrochers obtient un diplôme d'études collégiales du Cégep de Saint-Laurent en sciences humaines en 1992. Il obtient par la suite un baccalauréat en enseignement secondaire à l'Université du Québec à Montréal en 1997.
De 1998 à 2007, il est enseignant en sciences humaines et adaptation scolaire à la Commission scolaire de la seigneurie des Mille-Îles. Il est ensuite directeur adjoint à l'École des Patriotes à Saint-Eustache en 2003 et en 2004.
Par la suite, il est délégué syndical adjoint de l'École Liberté-Jeunesse à Oka en 1998. De 2003 à 2004, il est responsable de la guignolée et de l'action communautaire et membre de la fondation de l'École secondaire des Patriotes, à Saint-Eustache, en 2004. En 2006, il est fondateur du Club de ski de l'École secondaire Jean-Jacques-Rousseau, à Boisbriand.

### Carrière politique
En 2003, François Desrochers est organisateur en chef de la campagne de l'Action démocratique du Québec dans Deux-Montagnes, puis président de l'Association adéquiste de cette circonscription jusqu'en 2005.
À la suite de l'élection générale québécoise de 2007, il est devenu député de Mirabel à l'Assemblée nationale du Québec sous la bannière de l'Action démocratique du Québec. Il est devenu porte-parole de l'opposition officielle en matière d'éducation le 19 avril 2007, membre de la Commission de l'éducation le 23 mai 2007, président de séance le 23 mai 2007 et vice-président de la Délégation de l'Assemblée nationale pour les relations avec l'Assemblée nationale française (DANRANF) le 4 avril 2007.
Il est défait lors de l'élection générale québécoise de 2008 par la péquiste Denise Beaudoin.
En 2019, il se présente aux élections fédérales sous la bannière du Parti conservateur du Canada dans Mirabel . Il termine en troisième position.